# خوسيه أورتيز (لاعب كرة قاعدة)
خوسيه أورتيز (بالإنجليزية: José Ortiz)‏ هو لاعب كرة قاعدة أمريكي، ولد في 25 يونيو 1947 في بونس، بورتوريكو في الولايات المتحدة، وتوفي في 20 يناير 2011 في Yabucoa, Puerto Rico ‏ في الولايات المتحدة.

## وصلات خارجية
- خوسيه أورتيز على موقعبيزبول رفرنس.كوم (الدوري الرئيسي) (الإنجليزية)
- خوسيه أورتيز على موقعبيزبول رفرنس.كوم (الدوري الثانوي) (الإنجليزية)